# Binnenschiff

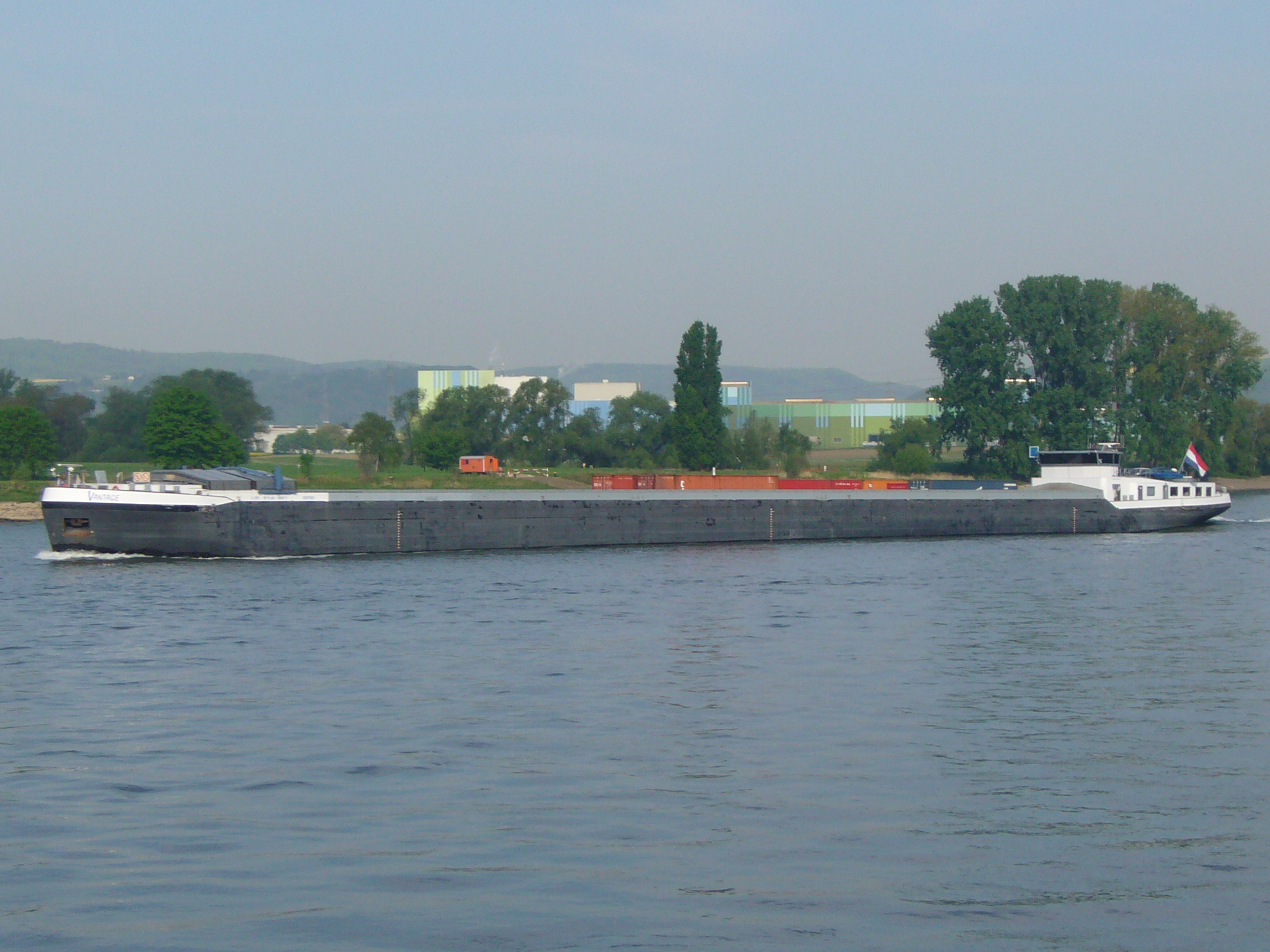
Frachtschiff mit Friesche Kap Luiken

Ein Binnenschiff ist ein Schiff, das zur Fahrt auf Binnengewässern und Binnenwasserstraßen konstruiert ist. Bei der Konstruktion werden geringere Anforderungen an Stabilität im Seegang, an Navigationsinstrumente und Rettungsgeräte gestellt als bei einem Seeschiff. 
Einige Binnenschiffe haben einen höhenverstellbaren Steuerstand oder einen absenkbaren Mast, um unter niedrigen Brücken durchfahren zu können.

## Einteilung

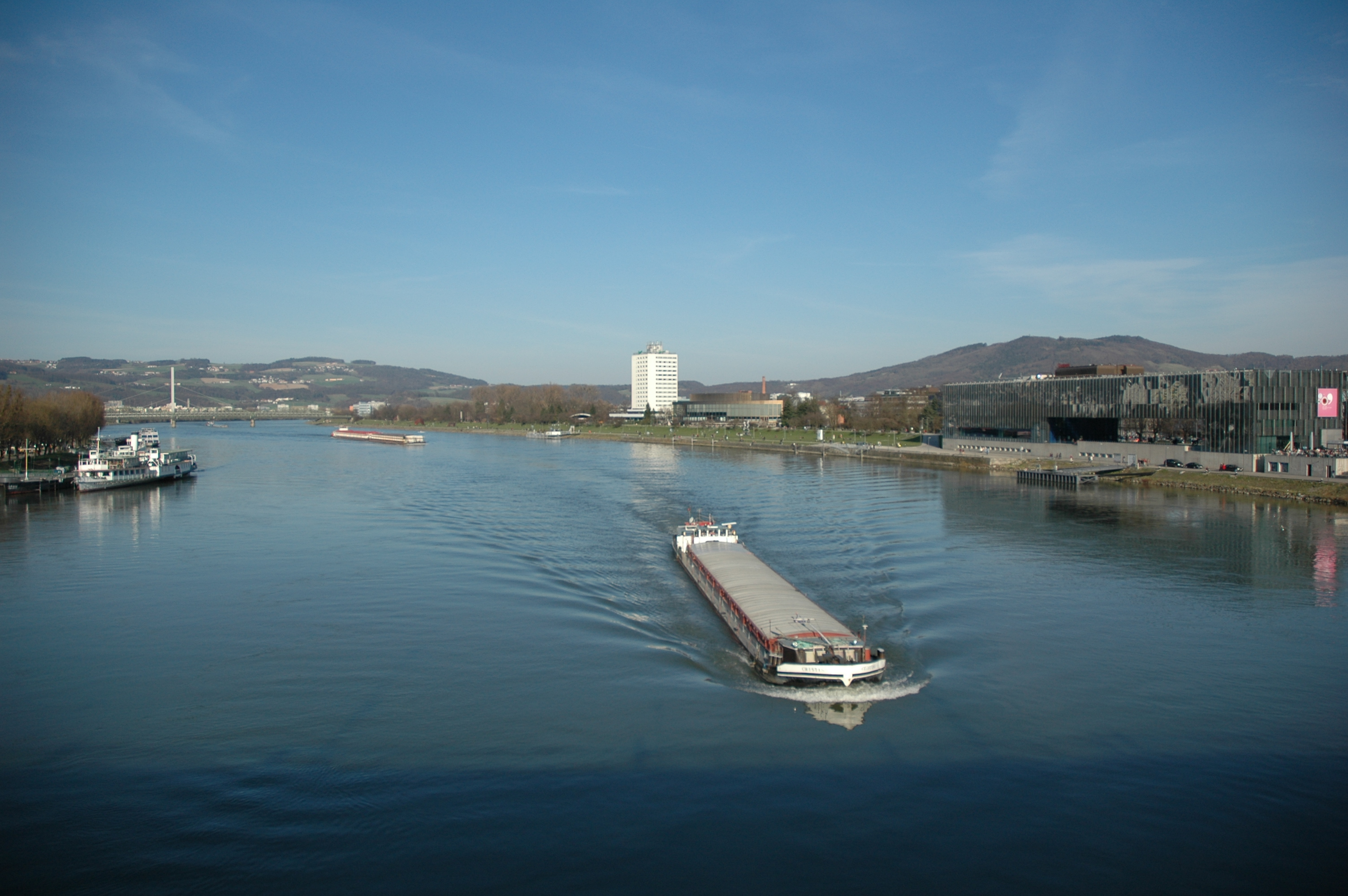
Frachtschiff auf der Donau in Linz

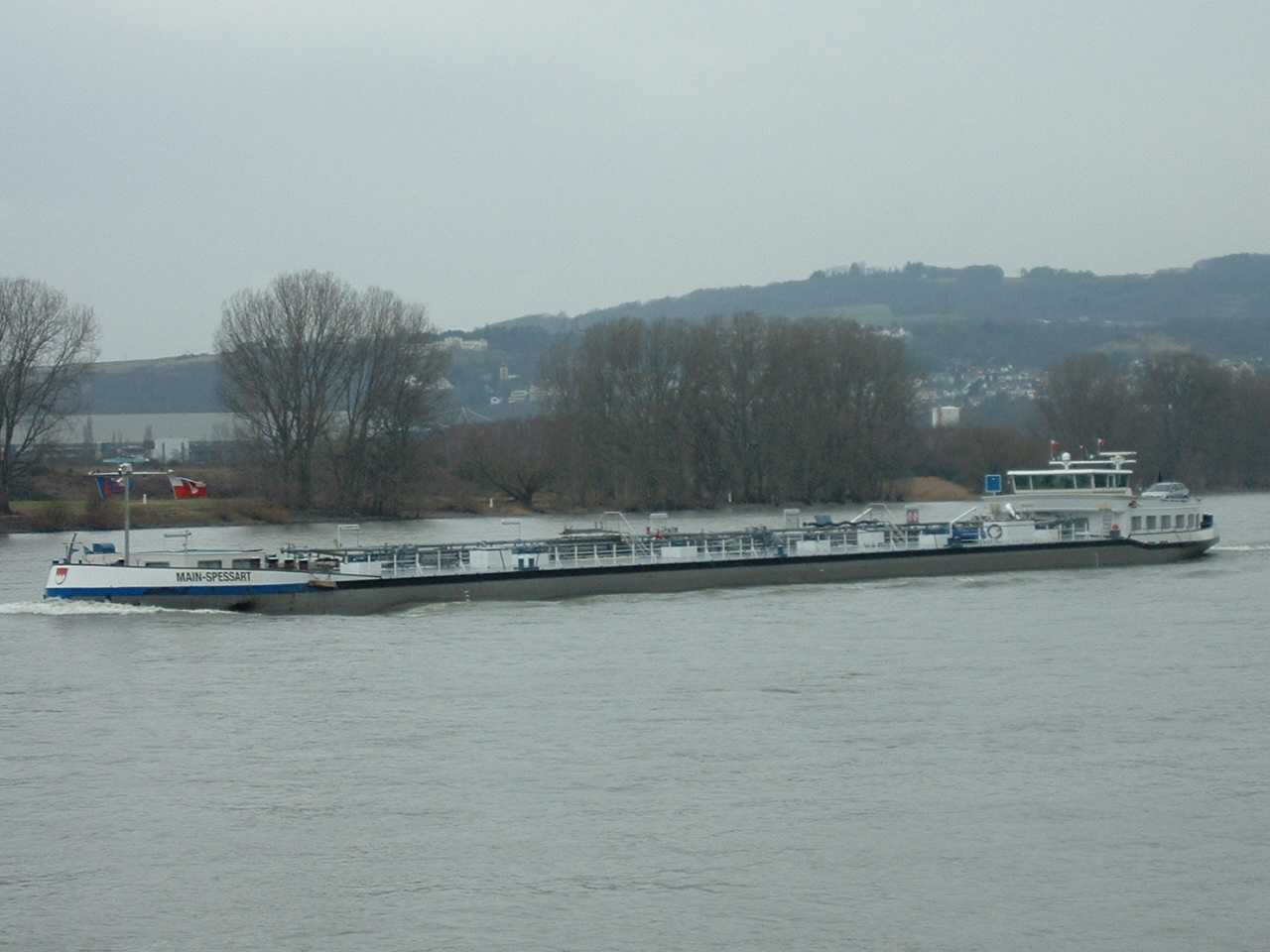
Beladenes Tankschiff

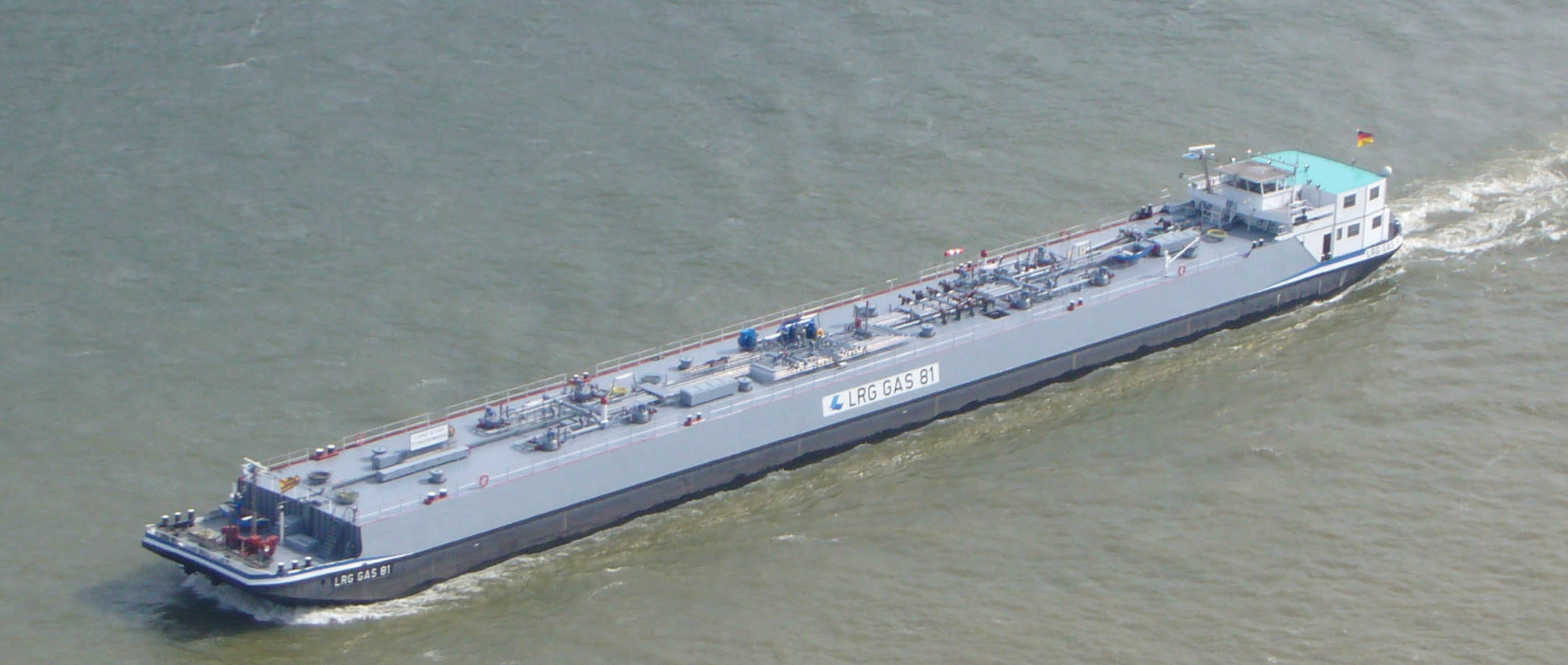
Gastanker

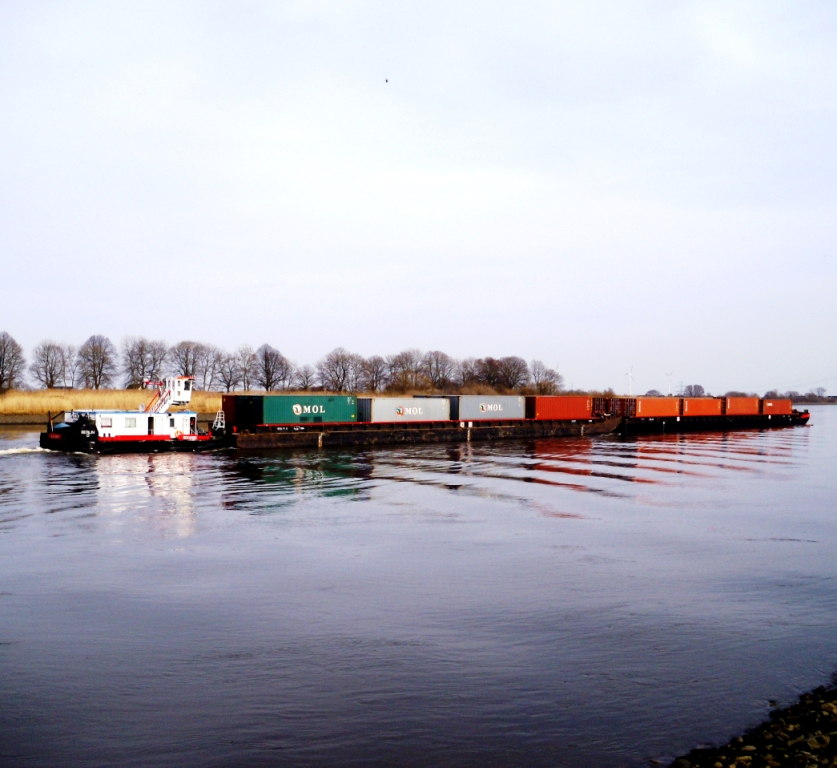
Schubverband mit Containerladung auf der Elbe

Eine grobe Einteilung der Binnenschiffe ergibt sich aus ihrer Verwendung;
- Frachtschiff
- Passagierschiff
- Arbeitsschiff
- Sportboot

Einteilung der Frachtschiffe nach CEMT für die Wasserstraßenklassen:
- Klasse I:
  - Péniche bzw. Spits oder Groß Finow: 38,5 × 5,05 × 2,2 m, Ladevermögen: 300–400 Tonnen,
- Klasse II:
  - Kempenaar: 50,0 × 6,60 × 2,5 m, Ladevermögen: 400–600 Tonnen, 24–48 TEU
  - Neuer Kempenaar: 55,0 × 7,20 × 2,5 m, Ladevermögen: 700–800 Tonnen
- Klasse III:
  - Canal-du-Nord-Schiff: 60,0 × 5,75 × 3,2 m, Ladevermögen: 800 Tonnen
  - Gustav-Koenigs-Schiff (entwickelt aus dem Dortmund-Ems-Kanal-Schiff): 67,0 × 8,20 × 2,5 m, Ladevermögen: 600–1000 Tonnen; später bis 80,0 m verlängert: Ladevermögen: 1200 Tonnen, 81–120 TEU (benannt nach Gustav Koenigs[A 1])
  - Karl-Vortisch-Schiff: 57,0 × 7,04 × 2,30 m, Ladevermögen: 605 Tonnen (benannt nach Karl Vortisch[A 2])
  - Oskar-Teubert-Schiff: 53,0 × 6,29 × 3,50 m, Ladevermögen: 562 Tonnen (benannt nach Oskar Teubert[A 3])
  - Johann-Welker-Schiff (entwickelt aus dem Rhein-Herne-Kanalkahn): 80,0 × 9,50 × 2,50 m, Ladevermögen: 1289 Tonnen; später bis zu 110 m verlängert (benannt nach Johann Wilhelm Welker[A 4])
  - Theodor-Beyer-Schiff (entwickelt aus der Péniche): 38,50 × 5,05 × 2,30 m, Ladevermögen: 274 Tonnen (benannt nach Theodor Beyer)
- Klasse IV:
  - Europaschiff (RHK): 85,0 × 9,50 × 2,5 m, Ladevermögen: 1350 Tonnen
- Klasse Va:
  - Großes Rheinschiff: 110,0 × 11,4 × 3,5 m, Ladevermögen: 2800 Tonnen, 200 TEU
- Klasse Vb:
  - Schub-oder-Koppelverbände bis 185 × 11,4 m, Ladevermögen bis zu 6000 Tonnen
- Klasse VIa:
  - Schub- oder Koppelverbände zwischen 95,0 und 110 m Länge und 22,8 m Breite, Ladevermögen bis zu 6000 Tonnen
- Klasse VIb:
  - Jowi-Klasse: 135,0 × 17,0 × 3,50 m, Ladevermögen: 5300 Tonnen, bis zu 500 TEU

Die Tonnageangaben sind Durchschnittswerte. Zu den Schiffsklassen gehören jeweils entsprechende Klassen der Binnenwasserstraßen.

## Schiffstypen

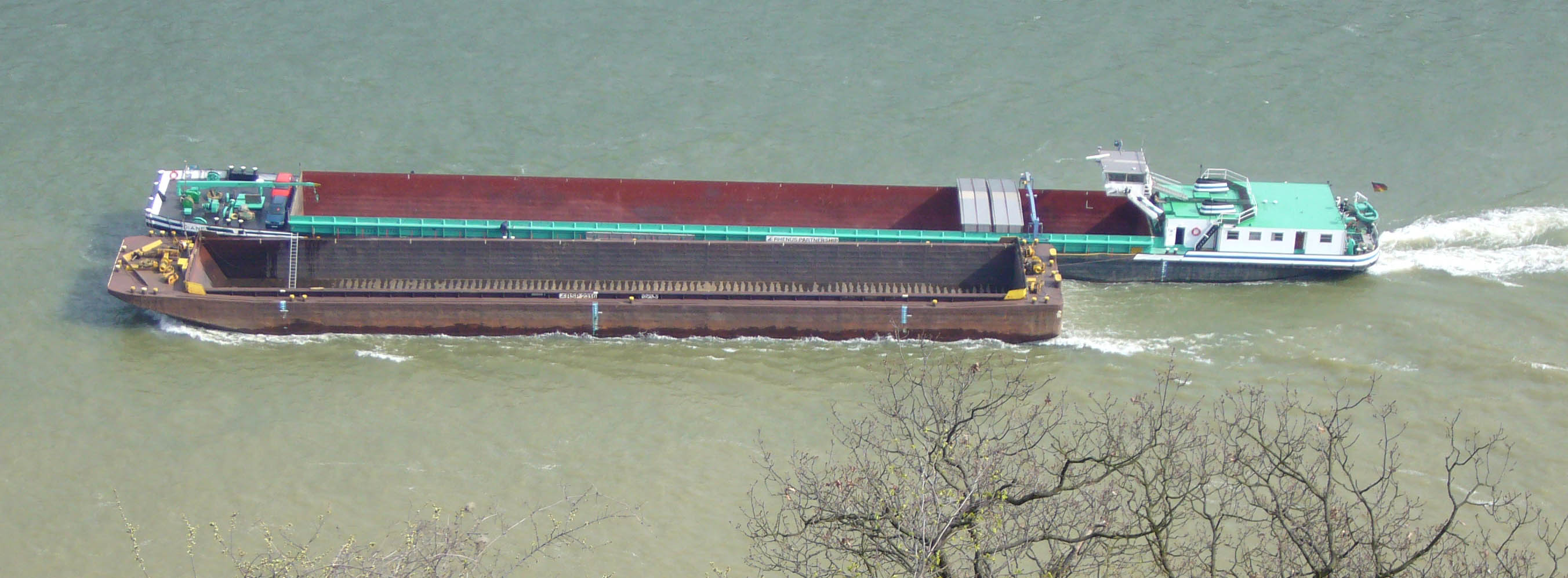
Leerer Koppelverband

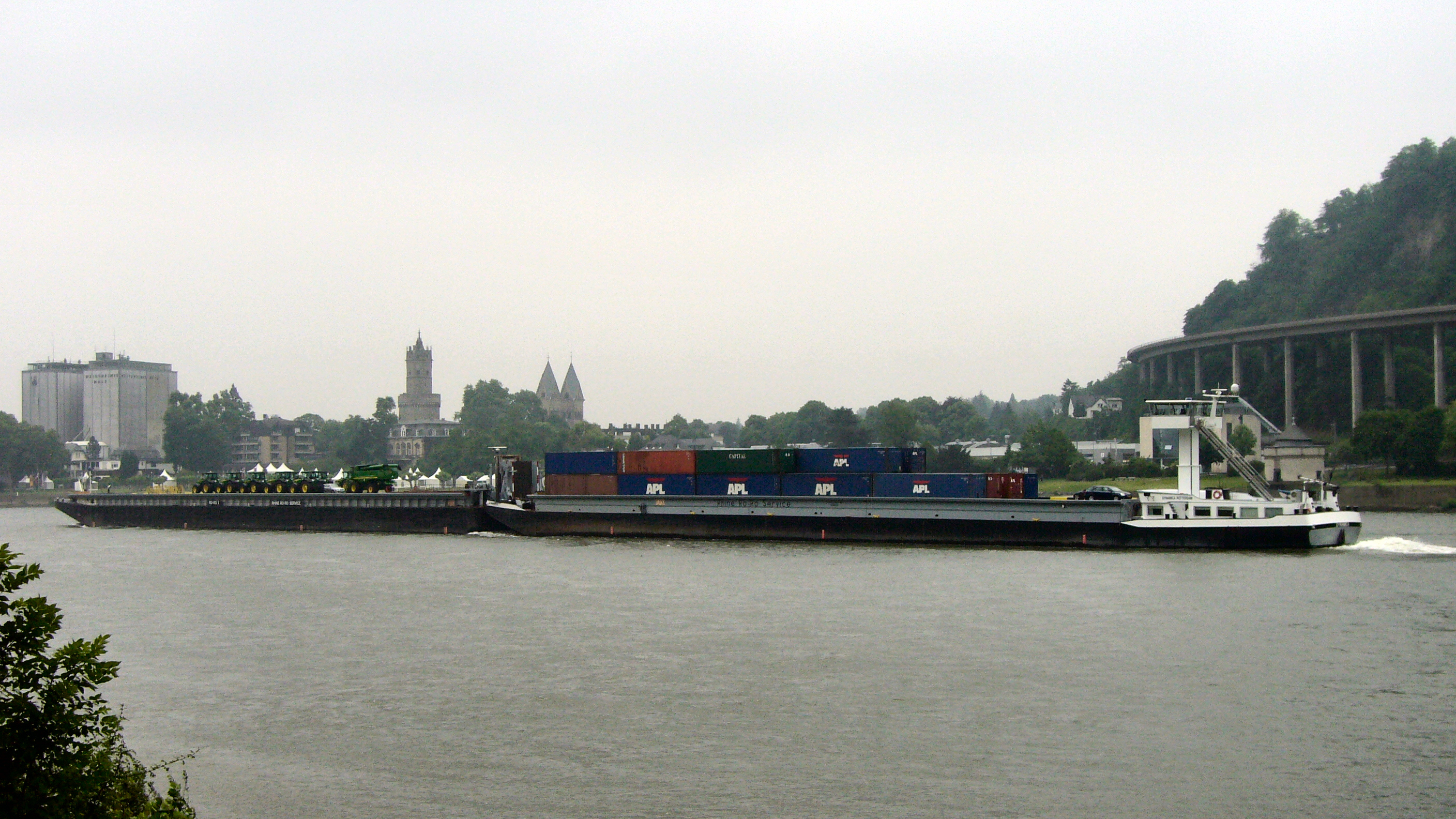
Ro-Ro-Koppelverband bei Andernach zu Berg

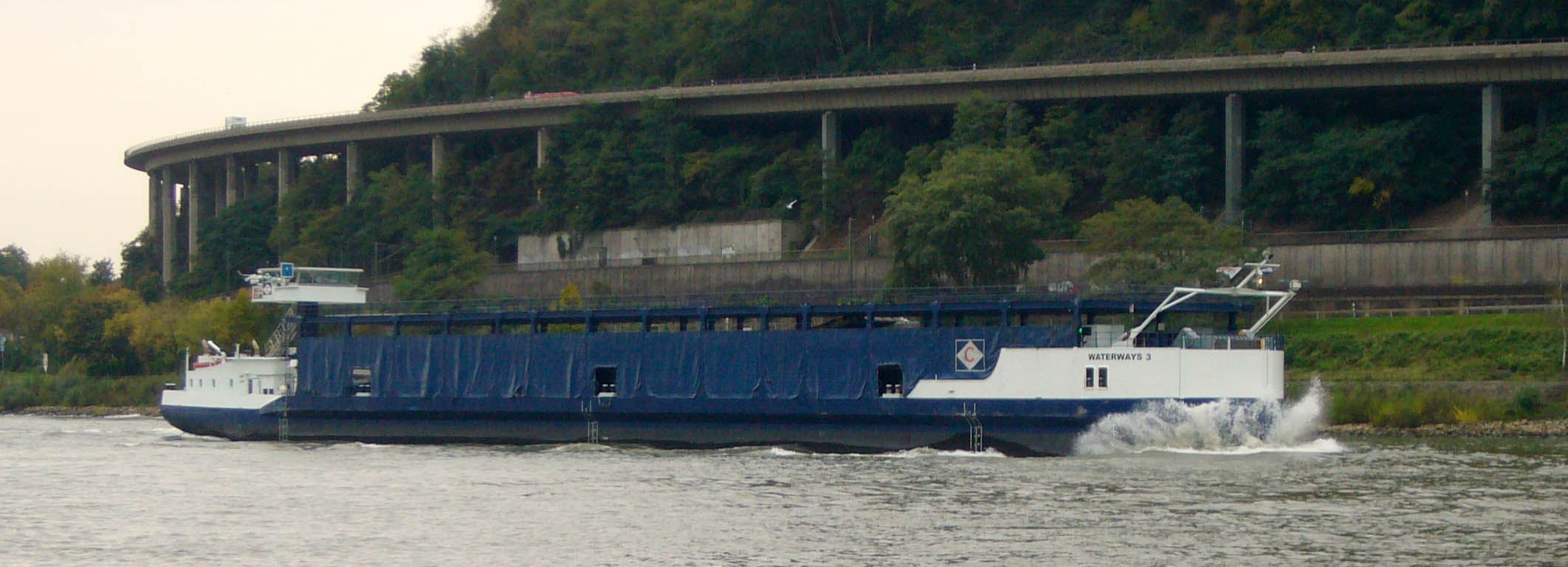
Autotransporter Waterways 3

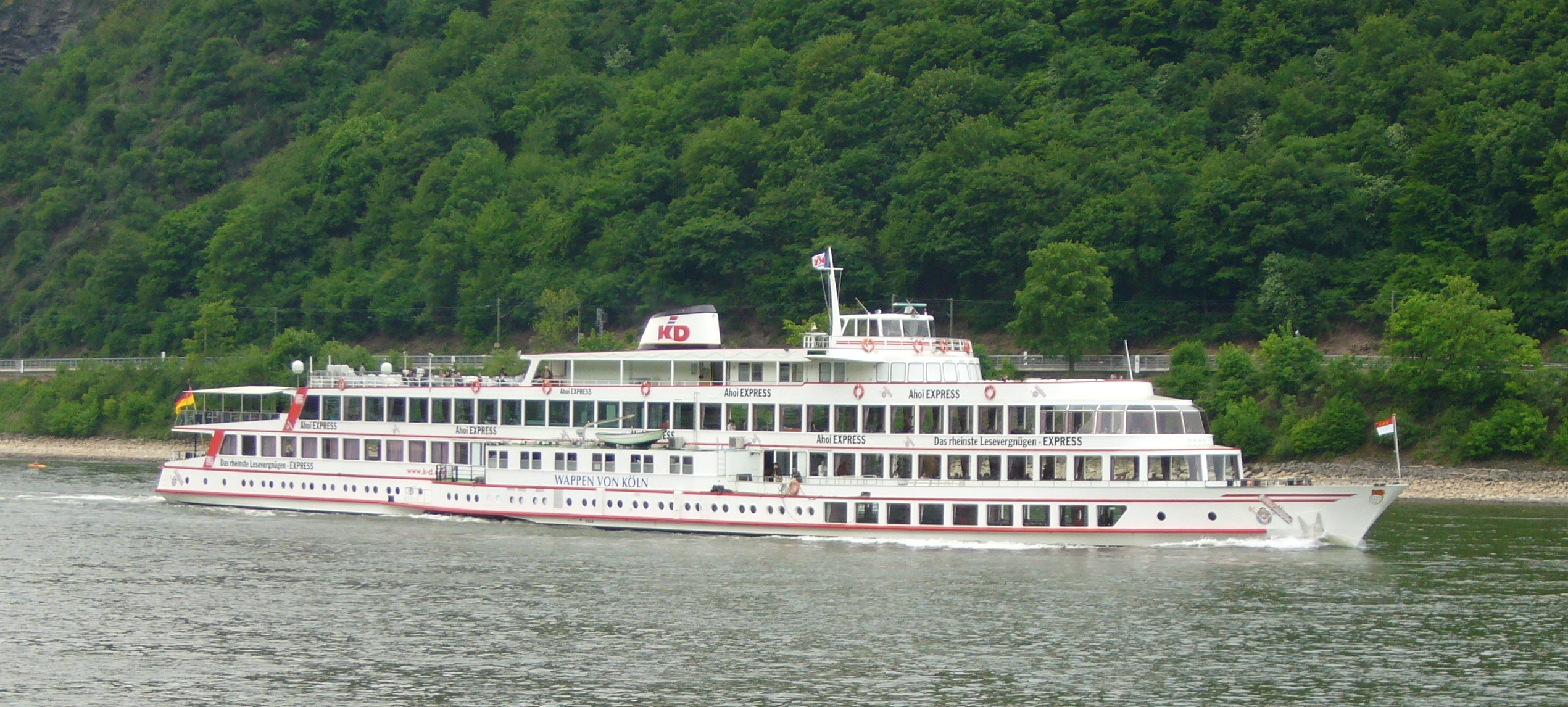
Fahrgastschiff Wappen von Köln

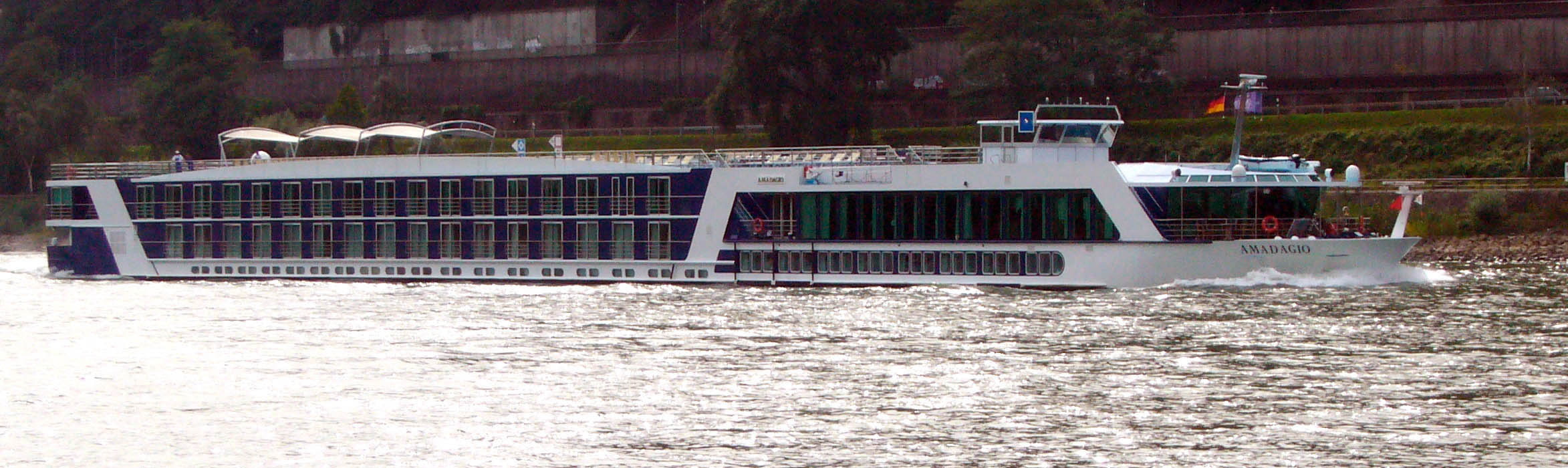
Kabinenfahrgastschiff Amadagio

- Gütermotorschiffe bis zu einer Tragfähigkeit von 6000 Tonnen
- Containerschiffe bis zu 500 TEU
- Frontrunner, die Wohnung und das Ruderhaus liegen im Bugbereich.
- RoRo-Schiffe
- Tankmotorschiffe bis zu einer Tragfähigkeit von 10.000 Tonnen
- Gastankschiffe
- Tankschiffe zum Transport flüssiger Lebensmittel wie Speiseöl oder Wein.
- Autotransportbinnenschiffe mit bis zu 600 Pkw Ladekapazität
- Schwimmende Landstraße, Katamarane zum Transport von Sattelaufliegern auf der Donau
- Schleppkähne (ohne Motor), heute sehr selten. In Abgrenzung dazu war anfangs auch der Begriff Selbstfahrer[2] für motorisierte Schiffe gebräuchlich
- Schubleichter (auch Schubprahm) als Güterschubleichter und Tankschubleichter bis zu 2800 Tonnen Tragfähigkeit
- Schubboote (Schuber), die auf dem Rhein bis zu 6 Leichter und z. B. auf dem Mississippi bis zu 40 Leichter schieben
- Schlepper, Hafenschlepper, Vorspannboote, heute sehr selten
- Koppelverband, Zusammenstellungen von einem Motorschiff mit bis zu 3 Leichtern, Gesamttragfähigkeit bis zu 10.000 Tonnen
- Rhein-See-Schiffe und Küstenmotorschiffe (Kümos), die sowohl auf See, als auch auf bestimmten Binnenwasserstraßen eingesetzt werden (zum Beispiel für die Fahrt von London nach Duisburg)
- Spezialschiffe zum Transport von Zucker, Mehl oder Zement in Tanks
- Schiffe mit automatischer Einrichtung zum Be- und Entladen von Paletten
- Trinkwassertankschiffe zur Versorgung anderer Schiffe
- Fahrgastschiffe für Tagesausflüge
- Kabinenfahrgastschiffe für Kreuzfahrten

Daneben gibt es noch viele Arten von Arbeitsschiffen wie Schwimmbagger, Schwimmkräne, Klappschuten, Taucherschiffe, Eisbrecher, Boote der Wasserschutzpolizei, Feuerlöschboote, Laborschiffe, Tonnenleger der Wasser- und Schifffahrtsämter, schwimmende Kirchen, schwimmende Restaurants, Personen- und Autofähren, Bilgenentöler und andere mehr.
- Die unterschiedlichen Tonnageangaben richten sich nach der Wasserstraße, die das Binnenschiff vom Lade- bis zum Löschhafen und entgegengesetzt befahren soll. Baulich werden die Fahrzeuge oft den Bedingungen der Wasserstraße angepasst, wie vorhandene Wassertiefen, Schleusenlängen und -Breiten, Brückendurchfahrtshöhen und ähnlichem. Daraus ergibt sich, dass nicht alle Binnenschiffe überall in der Bundesrepublik und in Europa einsetzbar sind.
- Viele Schiffe sind mit einem in der Höhe verstellbarem Steuerhaus versehen, damit sie auch niedrige Brücken passieren können oder je nach Ladungshöhe (Containerschiffe) einen besseren Überblick bieten. Die Radarantennen werden wegen eines besseren Radarbildes sehr oft im Bugbereich angebracht.

## Daten und Fakten

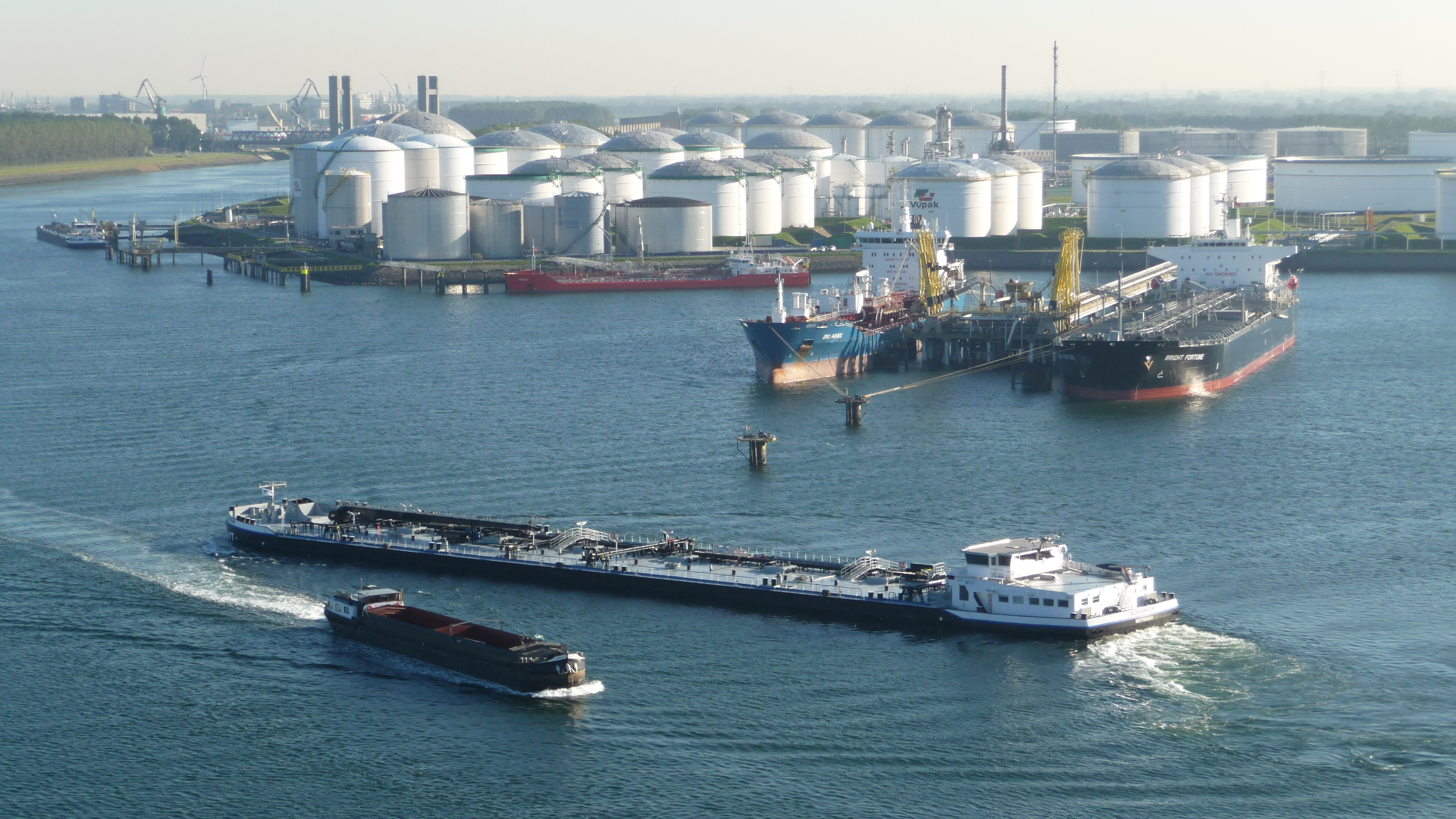
Bunkerschiff Vlissingen im Rotterdamer Hafen

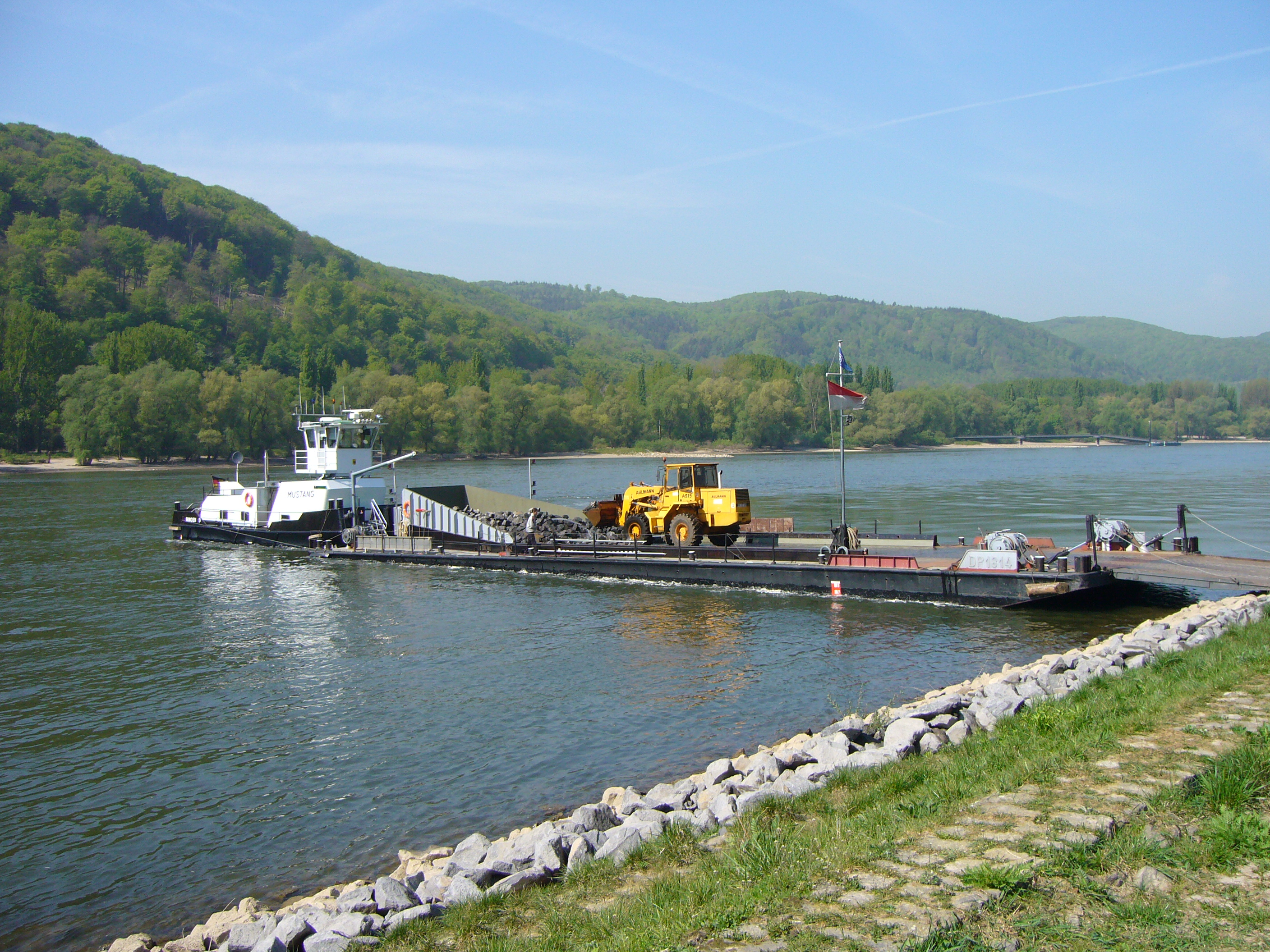
Arbeitsschiff Mustang

Frachtschiffe und die meisten Passagierschiffe der Binnenschifffahrt werden heutzutage von Dieselmotoren angetrieben. Deren Leistung beginnt bei circa 200 kW (272 PS) und endet (zurzeit 2007) bei etwa 3000 bis 4500 kW (4079 bis 6118 PS).
Je nach Schiffstyp und Fahrtbereich kommen bis zu drei Maschinen zum Einsatz.
Die höchstmögliche Baulänge (wichtig bei Schleusen und Flusskurven) der Binnenschiffe beträgt zurzeit (2007) 135 Meter bei maximal 21,80 Metern Breite, der mittlere Wert liegt bei 85 m × 9,50 m.
Schubboote mit 6 Schubleichtern können im Verband ein Maß von etwa 269 m × 22,80 m erreichen. Sie haben damit eine Tragfähigkeit von bis zu 16.000 t.
Der größte Binnentanker der Welt ist die 2011 in Dienst gestellte Vorstenbosch mit einer Ladekapazität von 13.889 m³. Davor war das niederländische Tankschiff Vlissingen mit den Abmessungen 134,61 m × 21,80 m und einer Ladekapazität von 9297 Tonnen bei 4,40 m Tiefgang das größte Binnenschiff. Es wird zur Bebunkerung von Seeschiffen im Hafen Rotterdam eingesetzt. Das 2024 größte Fahrgastschiff auf dem Rhein ist die RheinMagie der Köln-Düsseldorfer mit einer Länge von 90,3 m und 19,3 m Breite.
Die Containerschiffe der Jowi-Klasse zählen zu den größten auf dem Rhein. Sie sind 135 m lang, 17 m breit und tragen 4 bis 5 Lagen Container. Damit erreichen sie eine Tragfähigkeit bis zu 5500 Tonnen und eine Kapazität von 500 TEU. Norddeutsche Werften haben einen experimentellen Schiffstyp Futura Carrier entworfen. Mittlerweile sind vier Schiffe in Fahrt. Ein besonderes Konstruktionsmerkmal dieser Schiffe ist ein Luftpolster unter dem Rumpf, durch das die Reibung verringert und circa 35 % Energie eingespart werden soll. Der Rumpf wird in Modulbauweise hergestellt. Er hat an allen vier Ecken eine Antriebseinheit, die innerhalb kurzer Zeit komplett ausgetauscht werden kann. Es ist geplant, Tanker, Massengutfrachter und Containerschiffe zu bauen. Taufe des Futura Carrier RMS Kiel war am 17. Januar 2007 in Wilhelmshaven. Im Juni 2007 wurde der Futura-Tanker Till Deymann in Dienst gestellt.

## Neubauten 2006 bis 2010
Von 2006 bis 2010 wurden in der westeuropäischen Binnenschifffahrt ungefähr 800 neue Schiffe in Betrieb genommen. Rund 80 Prozent davon fahren unter der niederländischen Flagge. Den größten Anteil bilden Tanker und Trockenfrachtschiffe. Die meisten Schiffe werden als Kasko angeliefert und stammen zu 40 Prozent aus der Volksrepublik China, weitere 40 Prozent kamen aus Polen, Tschechien, Rumänien, Serbien, Bulgarien und der Ukraine. Der Rest wurde in den Niederlanden, Deutschland und Belgien gebaut. Der Transport aus China erfolgt mit großen Seeleichtern die bis zu 15 Schiffsrümpfe nach Rotterdam anliefern. Die Reise dauert ungefähr drei Monate. Schiffe aus den Donauländern, der Ukraine und der Türkei werden über die Donau, den Main-Donau Kanal und den Rhein zu den meist niederländischen Ausbauwerften in Hardinxveld-Giessendam, Grave, Meppel, Lobith und Werkendam geschleppt.
Während des oben genannten Zeitraums wurden 293 Frachtschiffe mit verschiedenen Abmessungen in Fahrt gebracht. 14 Schiffe mit einer Länge von 86 m und Breiten zwischen 9,50 und 11,45 m. Die Tragfähigkeit reicht von 1850 bis zu 2280 Tonnen, die Containerkapazität liegt zwischen 90 und 144 TEU.
Von den 131 110-Meter-Schiffen hatten 122 die Abmessungen von 110 × 11,45 m bei einem durchschnittlichen Tiefgang von 3,61 m und einer Tragfähigkeit von 3220 Tonnen (208 TEU in vier Lagen). Zwei Schiffe, die belgischen Containerschiffe Deseo und Tripoli sind 17,20 m breit. Der Rest waren Schiffe mit einer Breite zwischen 10,00 und 11,40 m und zwischen 2400 und 3000 Tonnen Tragfähigkeit.
Bei den 135-Meter-Schiffen (114) waren 45 Schiffe mit einer Breite zwischen 14,20 und 17,35 m. Das Ladevermögen beträgt bis zu 6700 Tonnen oder rund 500 TEU in fünf Lagen.
Die 36 neuen Koppelverbände haben eine gemittelte Größe von 180,00 × 11,45 m bei 5300 Tonnen Tragfähigkeit (350 TEU in vier Lagen). Der größte Koppelverband, die Ursa Montana ist 194,00 m lang und 17,28 m breit, das Ladevermögen beträgt 10.388 Tonnen (712 TEU in fünf Lagen).
290 neue Tankschiffe wurden in Dienst gestellt, davon 221 für den Streckenverkehr, 61 Bunkerschiffe für die Bebunkerung von Seeschiffen, sowie zwei Zement- und sechs Gastanker. Die Größe der Tanker variiert zwischen 86,00 × 9,50 m (1640 Tonnen) und 135 × 17,50 m (7835 Tonnen):
- 66 Schiffe je 86,0 Meter
- 131 Schiffe je 110 Meter (3000–4170 Tonnen)
- 16 Schiffe je 125 Meter (3800 Tonnen)
- 51 Schiffe je 135 Meter und 11,45 bis 17,50 m Breite (4190–7835 Tonnen)

Die größten in diesem Zeitraum gebauten Tanker sind die Bunkerschiffe Vlissingen und Jade. Beide sind 135 m lang und haben bei einer Breite von 20,80/20,00 m eine Tragfähigkeit von 9297/9007 Tonnen.
Es wurden 33 neue Kabinenfahrgastschiffe gebaut. Der größte Teil stammt komplett von niederländischen und deutschen Werften, nur wenige Kaskos wurden in Serbien gebaut. Die Schiffe haben eine Größe zwischen 110,00 und 135 Meter Länge. Die 110 m Schiffe können im Durchschnitt 143 Passagier befördern, die mit 135 Meter Länge 200 Fahrgäste. Die Besatzungsstärke beträgt je nach Größe zwischen 40 und 50 Personen. Die meisten Schiffe sind in Deutschland, der Schweiz und in Malta registriert.
Außer den oben angeführten Schiffen wurden noch viele Rundfahrtboote, Tagesausflugsschiffe, Schubleichter, Arbeitsboote, Bunkerboote und Schubboote gebaut.

## Energieverbrauch
Das Binnenschiff ist im Vergleich zu LKW und Bahn das günstigste Transportmittel. Für den Transport von 10.000 Tonnen Erz von Rotterdam nach Duisburg verbraucht ein Vierer-Schubverband rund 12.000 Liter Kraftstoff. Würde man die gleiche Menge Ladung mit LKW transportieren, müsste man 370 LKW einsetzen und würde rund 30.000 Liter Kraftstoff verbrauchen. Dazu kommt noch der Personalbedarf von acht Mann auf dem Schubverband, beziehungsweise 370 Fahrern für die Lastkraftwagen. Rechnet man jetzt noch die Emissionen dazu, die 370 Motoren je 400 PS gegenüber zwei Motoren mit je 2300 PS verursachen, so ist das Binnenschiff eindeutig die bessere Lösung. Jedoch gibt es wie auf der Straße natürlich auch bei der Binnenschifffahrt Staus, die überwiegend durch Niedrigwasser, Hochwasser oder Eisgang entstehen. Wenn Schleusen, Kanal- oder Flussabschnitte wegen Instandsetzungsarbeiten für den Verkehr gesperrt werden, so werden diese Sperrungen in den meisten Fällen frühzeitig bekanntgegeben, sodass sich die Schifffahrt darauf einstellen kann. Der Primärenergiebedarf beträgt bei einem Binnenschiff 1,3 Liter, bei der Eisenbahn 1,7 Liter und beim Lkw 4,1 Liter je 100 Tonnenkilometer.
Seit dem 1. Januar 2003 gelten für alle Schiffsdieselmotoren Abgasgrenzwerte. Diese wurden 2007 und 2008 nochmal angepasst.
|     | Neue Motoren | Alte Motoren |
| --- | ------------ | ------------ |
| NOx | 10           | 18           |
| CO  | 00,6         | 00,8         |
| CH  | 00,4         | 00,8         |
| Ruß | 00,05        | 00,4         |